# Ошихліби
Оши́хліби — село в Україні, у Чернівецькому районі Чернівецької області. Входить до складу Кіцманської міської громади..

## Географія
Село Ошихліби розташоване на мальовничих берегах річки Совиця. 

## Історія
Перша документальна згадка про село датована 2 листопада 1464 року.
В 1865 році в Ошихлібах вперше було розпочато організоване навчання дітей. Першу школу було побудовано в 1873 році.
З 24 серпня 1991 року село перебувало у складі Кіцманського району, Чернівецької області.
8 серпня 2017 року, в ході децентралізації та об'єднання сільських рад, село увійшло до Кіцманської міської громади.
17 липня 2020 року, в результаті адміністративно-територіальної реформи та ліквідації Кіцманського району, село увійшло до складу Чернівецького району.

## Населення

### Мова
Розподіл населення за рідною мовою за даними перепису 2001 року:
| Мова            | Кількість | Відсоток |
| --------------- | --------- | -------- |
| українська      | 2065      | 98.71%   |
| російська       | 18        | 0.86%    |
| румунська       | 4         | 0.19%    |
| білоруська      | 2         | 0.10%    |
| інші/не вказали | 3         | 0.14%    |
| Усього          | 2092      | 100%     |

Національний склад населення за даними перепису 1930 року у Румунії:
| Національність           | Кількість осіб | Відсоток |
| ------------------------ | -------------- | -------- |
| українці                 | 1740           | 93,75 %  |
| євреї                    | 81             | 4,36 %   |
| поляки                   | 24             | 1,29 %   |
| румуни                   | 8              | 0,43 %   |
| німці                    | 2              | 0,11 %   |
| серби, хорвати, словенці | 1              | 0,05 %   |

Мовний склад населення за даними перепису 1930 року:
| Мова                             | Кількість осіб | Відсоток |
| -------------------------------- | -------------- | -------- |
| українська                       | 1744           | 93,97 %  |
| їдиш                             | 81             | 4,36 %   |
| польська                         | 24             | 1,29 %   |
| румунська                        | 4              | 0,22 %   |
| німецька                         | 2              | 0,11 %   |
| сербська, хорватська, словенська | 1              | 0,05 %   |

## Відомі люди
- Бобик Василь Васильович (09.02.1962, с. Ошихліби) — диригент, директор Чернівецького училища мистецтв ім. С. Воробкевича. Закінчив військово-диригентський факультет при Московській державній консерваторії ім. П. Чайковського (1990). Заслужений артист України (1999). Член Національної всеукраїнської музичної спілки (2002).
- Руснак Рахіля Тимофіївна (нар. 20 серпня 1952, с. Ошихліби) — українська фольклорна співачка, виконавиця старовинних пісень Буковини.
- Щегельський Павло Григорович (03.07.1946, с. Ошихліби) — український письменник, поет, прозаїк. Член Національної Спілки письменників України з 1974 р. та Асоціації українських письменників (з 1999 р.).
- Бабюк Віктор Ярославович — герой АТО

## Галерея

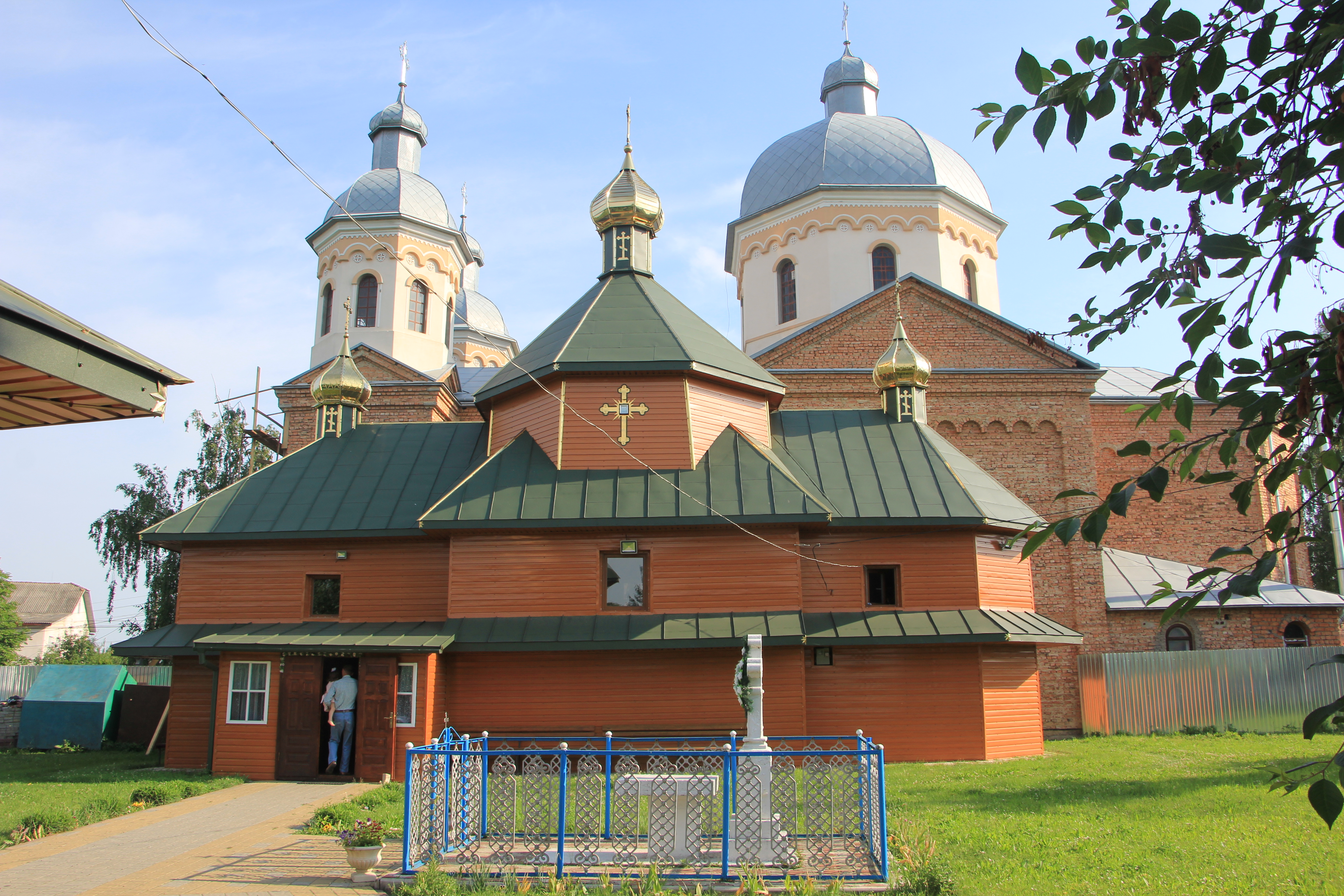
Церква Свв. Костянтина і Олени 1779 с. Ошихліби Московського патріархату (відремонтована) у 2018
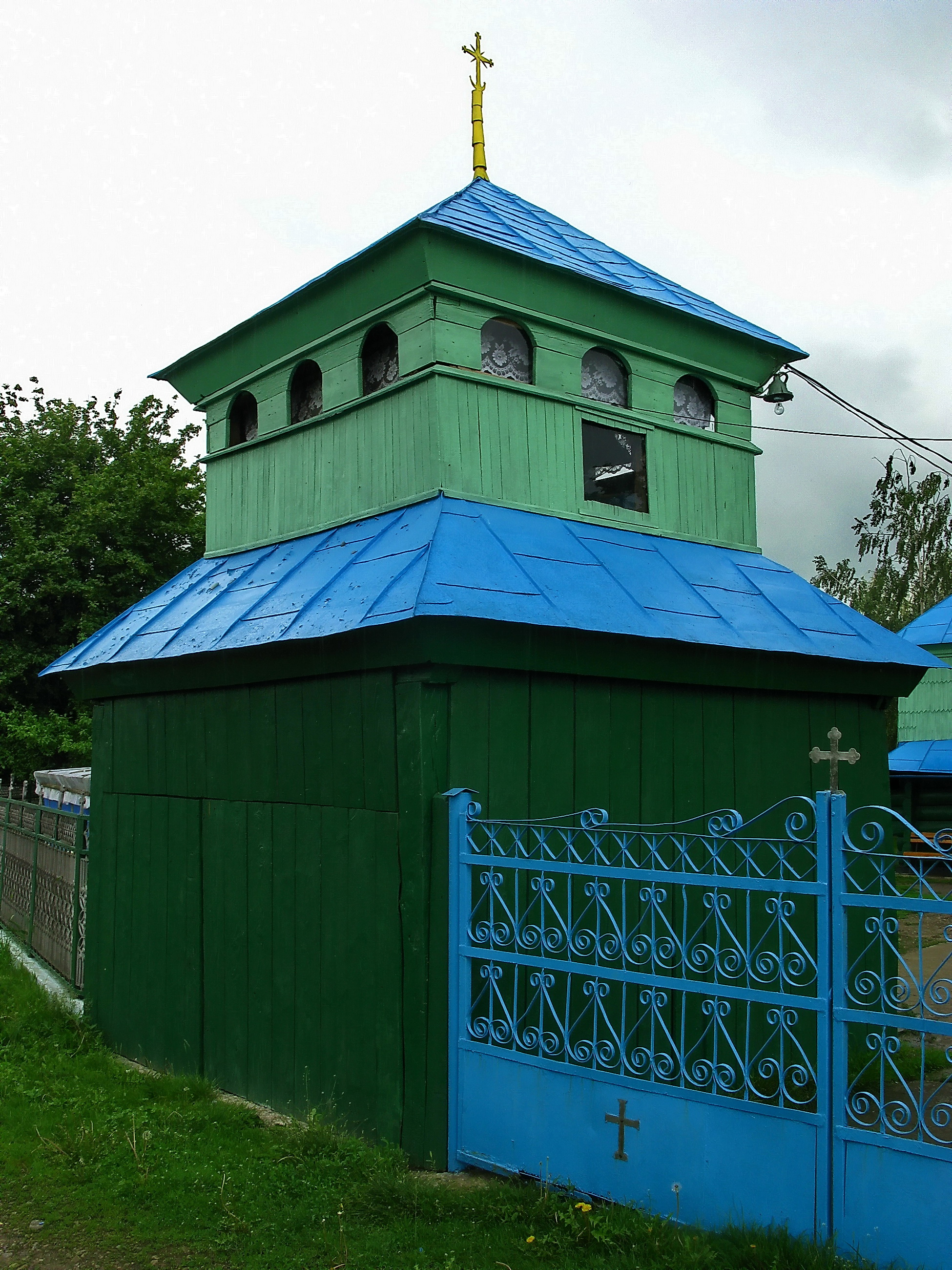
Дзвiниця Костянтинiвської церкви